# Eudusios
Los eudusios o sedusios (en latín, Eudusii, Sedusii) fueron un pueblo germánico mencionado por César en sus Comentarios a la guerra de las Galias. Relata César que había eudusios en el ejército de Ariovisto al que él derrotó:

Sólo entonces, y a la fuerza, sacaron los germanos sus tropas del campamento y formaron por pueblos, a intervalos iguales, los harudes, los marcomanos, los tríbocos, los vangíones, los németes, los eudusios y los suevos, rodeando toda su formación con carromatos y carros para que no hubiera esperanza ninguna de fuga.

Tácito (h. 55 – 120) menciona en Germania, 40 a los Eudoses (eudoses), que serían los eudosios de César: 

Los reudignos, aviones, anglos, varinos, eudoses, suardones y nuitones están cercados y amparados de ríos y de bosques.

Este pueblo de los eudoses, que vivían en el norte de Jutlandia, pudieron haber sido los posteriores Iutae, esto es, los jutos que con anglos y sajones invadieron la provincia romana de Britania a principios del siglo V. 
Ptolomeo (h. 100 – h. 170), en su Geographia menciona a los Fundusii (fundusios), como una de las tribus que habitaba lo que él llamaba la «Península Címbrica» y que se corresponde con Jutlandia). Dice Ptolomeo:

Sigulones, deinde Sabalingii, deinde Cobandi, supra quos Chali, et rursus supra hos ad occasum Fundusii, ad ortum Charudes, omnium vero maxime ad septentriones Cimbri;.

Parece que en este punto Ptolomeo hace una lectura errónea de una fuente latina de los Eudusii, por lo que los «fundusios» de Ptolomeo serían los eudusios de César.